# 太行东街街道
太行东街街道，是中华人民共和国山西省长治市潞州区下辖的一个乡镇级行政单位。

## 行政区划
截至2021年，太行东街街道下辖7个社区及2个行政村：
广场东社区、电力社区、文卫社区、金融社区、和济社区、澳瑞特社区、惠民社区、景家庄村和柏后村。